# Tiro de Pichón
Tiro de Pichón es un barrio perteneciente al distrito Cruz de Humilladero de la ciudad andaluza de Málaga, España. Según la delimitación oficial del ayuntamiento, limita al norte con el barrio de La Barriguilla; al este, con los barrios de Polígono Carretera de Cártama y San Rafael y el polígono industrial Alcalde Díaz Zafra; al sur, con Cementerio San Rafael y Cortijo de Torres; y al oeste, con el polígono industrial Siemens y Santa Cristina.

## Transporte
En autobús queda conectado mediante las siguientes líneas de la EMT, además de las siguientes líneas de Cercanías y Metro
| Línea                           | Trayecto                                             | Recorrido | Frecuencia                                     |
| ------------------------------- | ---------------------------------------------------- | --------- | ---------------------------------------------- |
| 4                               | Paseo del Parque - Cortijo Alto (Ciudad de Justicia) | Recorrido | 11-12 minutos                                  |
| 11                              | Universidad - El Palo (P. Virginia)                  | Recorrido | 10 minutos (15-17 minutos en época no lectiva) |
| 22                              | Avda. Molière - Universidad                          | Recorrido | 10 minutos (16-18 minutos en época no lectiva) |
| 25                              | Paseo del Parque - Santa Rosalía (Campanillas)       | Recorrido | 13-17 minutos                                  |
| 31                              | Paseo del Parque - Palacio de Deportes               | Recorrido | 18-25 minutos                                  |
| Línea C-1 (Cercanías Málaga)C−1 | Málaga Centro Alameda - Fuengirola                   | Recorrido | 20-30 minutos                                  |
| Línea C-2 (Cercanías Málaga)    | Málaga Centro Alameda - Álora                        | Recorrido | 1 hora - 2 horas                               |
| Línea 1 de Metro                | Atarazanas - Andalucía Tech                          | Recorrido | 5:30-12 minutos                                |

## Deportes
La barriada de Tiro de Pichón tiene una escuela de fútbol con el mismo nombre que el barrio en el que cabe destacar categorías importantes en las que se encuentra el club como Cadete autonómico en la que el club juega en la máxima división de jugadores cadetes de Andalucía y la categoría sénior juega en la división Regional Preferente de Málaga. Dicho ascenso fue conseguido en la temporada 09-10 tras proclamarse campeón en su grupo. Este mismo año consiguió el doblete, al conquistar también la "Copa Federación de Málaga"
Entre sus jugadores más ilustres figuran nombres de la talla de Rey, Javi, Fuentes, Isaac, Quiles, Tote, Antonio, Sandro, Iznata, Juanjo y otros muchos que han conseguido realzar a este club como uno de los más importantes de la provincia.